# Тімішень
Тімішень, Тімішені (рум. Timișeni) — село у повіті Горж в Румунії. Входить до складу комуни Феркешешть.
Село розташоване на відстані 240 км на захід від Бухареста, 20 км на південний захід від Тиргу-Жіу, 82 км на північний захід від Крайови.

## Населення
За даними перепису населення 2002 року у селі проживали 246 осіб, усі — румуни. Усі жителі села рідною мовою назвали румунську.